# Bruno Cester
Bruno Cester (Trieste, 20 marzo 1920 – Trieste, 15 febbraio 2017) è stato un fisico e astronomo italiano.

## Biografia
Dopo la laurea in fisica presso l'Università di Trieste nel 1947, con una tesi di statistica stellare sotto la guida di Ettore Leonida Martin, tiene per incarico, in diversi corsi di laurea di questa università, gli insegnamenti di meccanica razionale e di fisica generale, quindi, come assistente volontario, quello di astronomia. Nel 1958, consegue la libera docenza in astrofisica, tenendo il relativo insegnamento presso il corso di laurea in Fisica della Facoltà di Scienze dell'Università di Trieste, dove ha svolto l'intera carriera accademica, tenendo la cattedra di astrofisica, fino al collocamento in quiescenza nel 1990.
Ha compiuto diversi studi e numerose ricerche in astronomia ed astrofisica, soprattutto sulle stelle doppie e variabili, presso il locale Osservatorio Astronomico (allora diretto da Martin) che Cester ricostruirà e ristabilirà, dopo i gravi danni subiti durante il conflitto, assieme ad Alberto Abrami, poi docente di radioastronomia a Trieste, e Margherita Hack, che ne prenderà la direzione nel 1965, succedendo a Martin. Ha tenuto anche corsi presso la SISSA.
Ha pubblicato apprezzati testi universitari, in particolare uno dei primi manuali di astrofisica, che, assieme ad uno sull'astronomia scritto dalla Hack ed uno sulla radioastronomia scritto da Abrami, tutti editi dalla casa editrice Ulrico Hoepli, saranno, negli anni '80, fra i principali testi di riferimento su quegli argomenti per gli studenti universitari di tutto il paese.
Membro dell'International Astronomical Union (IAU), decano degli astronomi italiani, è stato molto attivo anche nella divulgazione scientifica sia partecipando ad incontri pubblici e convegni non specialistici, che scrivendo articoli per giornali e riviste divulgative.

## Alcune opere
- Appunti di astrofisica. L'evoluzione stellare, Osservatorio Astronomico di Trieste, Trieste, 1974.
- Lezioni di astrofisica. Struttura ed evoluzione delle stelle, Osservatorio Astronomico di Trieste, Trieste, 1980.
- Corso di astrofisica, Hoepli, Milano, 1984.
- Stelle doppie, Il Castello, Milano, 1985.